# Let's Dance All In
Let's Dance All In (v anglickém originále Step Up: All In) je americký taneční film z roku 2014. Režie se ujala Trish Sie a scénáře John Swetnam. Ve snímku hrají hlavní role Ryan Guzman, Briana Evigan, Adam G. Sevani a Alyson Stoner. Film měl premiéru 8. srpna 2014 ve Spojených státech amerických, v Čechách 28. srpna 2014. 

## Obsazení
| Ryan Guzman                 | Sean Asa                     |
| Briana Evigan               | Andrea „Andie“ West          |
| Adam G. Sevani              | Robert „Moose“ Alexander III |
| Alyson Stoner               | Camille Gage                 |
| Misha Gabriel               | Eddy                         |
| Izabella Miko               | Alexxa Brava                 |
| Stephen „tWitch“ Boss       | Jason Hardlerson             |
| Chadd Smith                 | Vladd                        |
| Parris Goebel               | Violet                       |
| Christopher Scott           | Hair                         |
| David "Kid David" Shreibman | Chad                         |
| Luis Rosado                 | Monster                      |
| Martín Lombard              | Martin Santiago              |
| Facundo Lombard             | Marcos Santiago              |
| Stephen "Stevo" Jones       | Jasper                       |
| Mari Koda                   | Jenny Kido                   |
| Cyrus Spencer               | Gauge                        |
| Celestina Aladekoba         | Celestina                    |
| Freddy HS                   | účetní manažer               |
| Karin Konoval               | Ana                          |

## Soundtrack
- „Revolution“ – Diplo feat. Faustix, Mianos a Kai
- „My Homies Still“ – Lil Wayne feat. Big Sean
- „Do It“ – Pitbull feat. Mayer Hawthorne
- „I Won't Let You Down“ (Shockbit Remix) – OK Go
- „Delirious (Boneless)“ – Steve Aoki, Chris Lake a Tujamo feat. Kid Ink
- „How You Do That“ – B.o.B.
- „Lapdance“ – N.E.R.D.
- „Every Little Step“ – Bobby Brown
- „Rage the Night Away“ – Steve Aoki feat. Waka Flocka Flame
- „Demons“ – Zeds Dead
- „Hands Up“ (Yellow Claw Remix) – Dirtcaps
- „Turn It Up“ – Celestina a Bianca Raquel
- „Squeeze Me“ – Kraak & Smaak feat. Ben Westbeech

## Přijetí

### Tržby
Za první víkend docílil šesté nejvyšší návštěvnosti, kdy vydělal 6,5 milionů dolarů. K 28. srpnu 2017 film vydělal 14,9 milionů dolarů ve Spojených státech amerických a 71, 3 milionů dolarů v ostatních zemích. Dohromady snímek vydělal 86 milionů dolarů, čímž se stal nejméně výdělečným filmem taneční série Let's Dance.

### Recenze
Na recenzní stránce Rotten Tomatoes získal z 46 započtených recenzí 43 procent. Na serveru Metacritic snímek získal z 17 recenzí 45 bodů ze sta. Na Česko-Slovenské filmové databázi snímek získal 51 procent.